# Émile Périn
Ne doit pas être confondu avec Émile Perrin.
Pour les articles homonymes, voir Périn.
Émile Périn, né le 20 décembre 1887 à Nice (Alpes-Maritimes) et mort le 5 juillet 1965 à Clichy (Hauts-de-Seine),  est un homme politique français.

## Biographie
Après de bonnes études secondaires, il devient ingénieur de l'École d'électricité industrielle de Marseille, et se fixe à Nevers (Nièvre). C'est dans cette ville qu'il se lance en politique en devenant conseiller municipal en 1922, puis maire en 1925.
Battu aux élections législatives de 1928, il est élu député lors du scrutin de 1932. Il appartient au Parti d'unité prolétarienne et s'inscrit logiquement à son groupe parlementaire, dénommé l'Unité ouvrière. Réélu en 1936 lors de la victoire du Front populaire, auquel il participe, il fait partie de la minorité du parti qui décide, en 1937, de maintenir le PUP plutôt que de rejoindre la Section française de l'Internationale ouvrière.
Au Parlement, il est très actif sur les questions sociales, tout particulièrement sur la condition des chômeurs. Il l'est aussi en de nombreux domaines, fort variés ; il est ainsi l'un des précurseurs des législations sur la prévention routière, ainsi que sur l'éducation physique ou la radiodiffusion.
Le 10 juillet 1940, il vote en faveur de la remise des pleins pouvoirs au Maréchal Pétain. Il ne retrouve pas de mandat parlementaire après la Seconde Guerre mondiale.